# Alojzije Turk
Alojzije Turk (Bršlin, 1909. – Novo Mesto, 1995.), je bio beogradski nadbiskup i metropolit.

## Životopis
Alojzije Turk je rođen 1909. godine u Bršlinu kod Novog Mesta u Sloveniji. Diplomirao je na Bogoslovskom fakultetu u Ljubljani. Za svećenika je zaređen 1934. Tijekom studija se zainteresirao za probleme jedinstva kršćana. Sudjelovao je na međunarodnim ćirilometodskim kongresima kao i na nekoliko sveslavenskih kongresa.
Pošto je zaređen za svećenika skopski biskup Gnidovec ga je pozvao u svoju biskupiju, gdje se od 1934. godine nalazio na različitim mjestima dijeceze. U siječnju 1935. godine povjereno mu je uredništvo časopisa Blagovijest.
Tijekom Drugoga svjetskog rata bio je vojni svećenik. Godine 1944. imenovan je u Skoplju za generalnog vikara s posebnim ovlašćenjima za dio biskupije pod bugarskom okupacijom. Godine 1955. morao je vratiti se u Sloveniju. Od 1959. godine je u Beogradu, gdje pomaže župniku Crkvi Krista Kralja. Godine 1964. postaje glavni urednik Blagovijesti. Održavao je dobre odnose sa Srpskom pravoslavnom crkvom. Sudjelovao je na svim ekumenskim simpozijima.
Za beogradskog nadbiskupa je imenovan 7. ožujka 1980. godine, a biskupsko posvećenje je primio 20. travnja iste godine. Godine 1986. papa mu je imenovao nasljednika. Povukao se u Sloveniju i ostatak života proveo u Novom Mestu, gdje je i umro 1995. godine.

## Vanjske poveznice
- Franc Perko

| Prethodnik:      | Beogradski nadbiskup (1980. – 1986.) | Nasljednik: |
| Gabrijel Bukatko | Beogradski nadbiskup (1980. – 1986.) | Franc Perko |